# Królewice (powiat kazimierski)
Królewice – wieś sołecka w Polsce położona w województwie świętokrzyskim, w powiecie kazimierskim, w gminie Bejsce.
W latach 1975–1998 miejscowość należała administracyjnie do województwa kieleckiego.

## Części miejscowości
| SIMC    | Nazwa           | Rodzaj    |
| ------- | --------------- | --------- |
| 0227117 | Błonie          | część wsi |
| 0227123 | Podgaje         | część wsi |
| 0227130 | Podkrzyzie      | część wsi |
| 0227146 | Sukmany         | część wsi |
| 0227152 | Ulica Krakowska | część wsi |